# Rödaxlad lundknäppare
Rödaxlad lundknäppare (Calambus bipustulatus) är en skalbaggsart som först beskrevs av Carl von Linné 1767.  Rödaxlad lundknäppare ingår i släktet Calambus, och familjen knäppare. Enligt den svenska rödlistan är arten nära hotad i Sverige. Arten förekommer i Götaland, Öland och Svealand. Artens livsmiljö är skogslandskap, jordbrukslandskap.